# Taft, Florida
Taft är en ort i Orange County i delstaten Florida, USA.